# ヘレン・ローズ
ヘレン・ローズ（Helen Rose、1904年2月2日 - 1985年11月9日）は、アメリカ合衆国の衣裳デザイナー。イリノイ州シカゴの出身。生家の姓は、ブロームバーグ（Bromberg）。15歳からステージやナイトクラブの衣装のデザインを始めた1960年代後半までメトロ・ゴールドウィン・メイヤー（MGM）で働いた後、自分の衣装デザイン事務所を始めた。その後、著書やコラムの執筆なども手がける。
エリザベス・テイラー、デビー・レイノルズ、ラナ・ターナー、ドリス・デイ、グレース・ケリー、ジェーン・パウエルなどの女優の衣裳を手がけている。1956年にはグレース・ケリーの結婚式の衣装も彼女がデザインした。彼女が衣装をデザインした映画作品は、117作品に及ぶ。

## アカデミー衣裳デザイン賞
- 1952年『悪人と美女』
- 1955年『明日泣く』